# Đội tuyển bóng đá U-23 quốc gia Indonesia
Đội tuyển bóng đá U-23 quốc gia Indonesia, có biệt danh là Garuda Muda, là đội tuyển quốc gia dưới 23 tuổi đại diện cho Indonesia tại Thế vận hội, Đại hội Thể thao châu Á, Đại hội Thể thao Đông Nam Á, Cúp bóng đá U-23 châu Á và các giải đấu bóng đá U-23 quốc tế khác. Đội được coi là đội trung chuyển cho đội tuyển bóng đá quốc gia Indonesia và được quản lý bởi Hiệp hội bóng đá Indonesia (PSSI).

## Trang phục
Trang phục đội sử dụng thường được làm theo các trang phục của đội tuyển quốc gia. Tuy nhiên, đôi khi đội sử dụng các trang phục của các nhà sản xuất khác nhau. Tại Đại hội Thể thao châu Á 2006, đội sử dụng trang phục của Puma. Ở Đại hội Thể thao châu Á 2018, đội sử dụng trang phục của Li-Ning sau khi Ủy ban Olympic Indonesia đạt được thỏa thuận tài trợ đầy đủ với hãng. Li-Ning sản xuất tất cả các bộ quần áo được sử dụng bởi tất cả các vận động viên Indonesia.
| Nhà sản xuất trang phục | Năm              |
| ----------------------- | ---------------- |
| Adidas                  | 1991–1995        |
| Diadora                 | 1995–1996        |
| ASICS                   | 1996–1997        |
| Adidas                  | 1997–2000        |
| Nike                    | 2000–2002        |
| Adidas                  | 2004–2006        |
| Puma                    | 2006             |
| Nike                    | 2007–2020        |
| Li-Ning                 | 2018, 2022, 2023 |
| Mills                   | 2020–2024        |
| Erspo                   | 2024–            |

## Thành tích tại các giải đấu

### Thế vận hội
(Đội tuyển U-23 kể từ năm 1992)
| Thế vận hội   | Thế vận hội                              | Thế vận hội                              | Thế vận hội                              | Thế vận hội                              | Thế vận hội                              | Thế vận hội                              | Thế vận hội                              | Thế vận hội                              |
| Năm           | Kết quả                                  | Vị trí                                   | ST                                       | T                                        | H                                        | B                                        | BT                                       | BB                                       |
| ------------- | ---------------------------------------- | ---------------------------------------- | ---------------------------------------- | ---------------------------------------- | ---------------------------------------- | ---------------------------------------- | ---------------------------------------- | ---------------------------------------- |
| 1900 đến 1988 | Xem Đội tuyển bóng đá quốc gia Indonesia | Xem Đội tuyển bóng đá quốc gia Indonesia | Xem Đội tuyển bóng đá quốc gia Indonesia | Xem Đội tuyển bóng đá quốc gia Indonesia | Xem Đội tuyển bóng đá quốc gia Indonesia | Xem Đội tuyển bóng đá quốc gia Indonesia | Xem Đội tuyển bóng đá quốc gia Indonesia | Xem Đội tuyển bóng đá quốc gia Indonesia |
| 1992          | Không vượt qua vòng loại                 | Không vượt qua vòng loại                 | Không vượt qua vòng loại                 | Không vượt qua vòng loại                 | Không vượt qua vòng loại                 | Không vượt qua vòng loại                 | Không vượt qua vòng loại                 | Không vượt qua vòng loại                 |
| 1996          | Không vượt qua vòng loại                 | Không vượt qua vòng loại                 | Không vượt qua vòng loại                 | Không vượt qua vòng loại                 | Không vượt qua vòng loại                 | Không vượt qua vòng loại                 | Không vượt qua vòng loại                 | Không vượt qua vòng loại                 |
| 2000          | Không vượt qua vòng loại                 | Không vượt qua vòng loại                 | Không vượt qua vòng loại                 | Không vượt qua vòng loại                 | Không vượt qua vòng loại                 | Không vượt qua vòng loại                 | Không vượt qua vòng loại                 | Không vượt qua vòng loại                 |
| 2004          | Không vượt qua vòng loại                 | Không vượt qua vòng loại                 | Không vượt qua vòng loại                 | Không vượt qua vòng loại                 | Không vượt qua vòng loại                 | Không vượt qua vòng loại                 | Không vượt qua vòng loại                 | Không vượt qua vòng loại                 |
| 2008          | Không vượt qua vòng loại                 | Không vượt qua vòng loại                 | Không vượt qua vòng loại                 | Không vượt qua vòng loại                 | Không vượt qua vòng loại                 | Không vượt qua vòng loại                 | Không vượt qua vòng loại                 | Không vượt qua vòng loại                 |
| 2012          | Không vượt qua vòng loại                 | Không vượt qua vòng loại                 | Không vượt qua vòng loại                 | Không vượt qua vòng loại                 | Không vượt qua vòng loại                 | Không vượt qua vòng loại                 | Không vượt qua vòng loại                 | Không vượt qua vòng loại                 |
| 2016          | Không vượt qua vòng loại                 | Không vượt qua vòng loại                 | Không vượt qua vòng loại                 | Không vượt qua vòng loại                 | Không vượt qua vòng loại                 | Không vượt qua vòng loại                 | Không vượt qua vòng loại                 | Không vượt qua vòng loại                 |
| 2020          | Không vượt qua vòng loại                 | Không vượt qua vòng loại                 | Không vượt qua vòng loại                 | Không vượt qua vòng loại                 | Không vượt qua vòng loại                 | Không vượt qua vòng loại                 | Không vượt qua vòng loại                 | Không vượt qua vòng loại                 |
| 2024          | Không vượt qua vòng loại                 | Không vượt qua vòng loại                 | Không vượt qua vòng loại                 | Không vượt qua vòng loại                 | Không vượt qua vòng loại                 | Không vượt qua vòng loại                 | Không vượt qua vòng loại                 | Không vượt qua vòng loại                 |
| 2028          | Chưa xác định                            | Chưa xác định                            | Chưa xác định                            | Chưa xác định                            | Chưa xác định                            | Chưa xác định                            | Chưa xác định                            | Chưa xác định                            |
| 2032          | Chưa xác định                            | Chưa xác định                            | Chưa xác định                            | Chưa xác định                            | Chưa xác định                            | Chưa xác định                            | Chưa xác định                            | Chưa xác định                            |
| Tổng số       | 0/9                                      | –                                        | 0                                        | 0                                        | 0                                        | 0                                        | 0                                        | 0                                        |

### Cúp bóng đá U-23 châu Á
Ngay trong lần đầu tiên tham dự, U-23 Indonesia đã xuất sắc giành vị trí thứ tư chung cuộc. Đội gây ấn tượng mạnh khi vượt qua U-23 Úc và U-23 Jordan ở vòng bảng, sau đó tạo địa chấn với chiến thắng trước U-23 Hàn Quốc tại tứ kết. Đội không thể tiếp tục gây bất ngờ khi lần lượt thua U-23 Uzbekistan ở bán kết và U-23 Iraq ở trận tranh hạng ba.
| Cúp bóng đá U-23 châu Á | Cúp bóng đá U-23 châu Á  | Cúp bóng đá U-23 châu Á  | Cúp bóng đá U-23 châu Á  | Cúp bóng đá U-23 châu Á  | Cúp bóng đá U-23 châu Á  | Cúp bóng đá U-23 châu Á  | Cúp bóng đá U-23 châu Á  | Cúp bóng đá U-23 châu Á  |                          | Vòng loại | Vòng loại | Vòng loại | Vòng loại | Vòng loại | Vòng loại |
| Năm                     | Kết quả                  | Vị trí                   | ST                       | T                        | H                        | B                        | BT                       | BB                       | ST                       | T         | H         | B         | BT        | BB        |           |
| ----------------------- | ------------------------ | ------------------------ | ------------------------ | ------------------------ | ------------------------ | ------------------------ | ------------------------ | ------------------------ | ------------------------ | --------- | --------- | --------- | --------- | --------- | --------- |
| 2013                    | Không vượt qua vòng loại | Không vượt qua vòng loại | Không vượt qua vòng loại | Không vượt qua vòng loại | Không vượt qua vòng loại | Không vượt qua vòng loại | Không vượt qua vòng loại | Không vượt qua vòng loại | Không vượt qua vòng loại | 5         | 3         | 0         | 2         | 7         | 7         |
| 2016                    | Không vượt qua vòng loại | Không vượt qua vòng loại | Không vượt qua vòng loại | Không vượt qua vòng loại | Không vượt qua vòng loại | Không vượt qua vòng loại | Không vượt qua vòng loại | Không vượt qua vòng loại | Không vượt qua vòng loại | 3         | 2         | 0         | 1         | 7         | 4         |
| 2018                    | Không vượt qua vòng loại | Không vượt qua vòng loại | Không vượt qua vòng loại | Không vượt qua vòng loại | Không vượt qua vòng loại | Không vượt qua vòng loại | Không vượt qua vòng loại | Không vượt qua vòng loại | Không vượt qua vòng loại | 3         | 1         | 1         | 1         | 7         | 3         |
| 2020                    | Không vượt qua vòng loại | Không vượt qua vòng loại | Không vượt qua vòng loại | Không vượt qua vòng loại | Không vượt qua vòng loại | Không vượt qua vòng loại | Không vượt qua vòng loại | Không vượt qua vòng loại | Không vượt qua vòng loại | 3         | 1         | 0         | 2         | 2         | 6         |
| 2022                    | Không vượt qua vòng loại | Không vượt qua vòng loại | Không vượt qua vòng loại | Không vượt qua vòng loại | Không vượt qua vòng loại | Không vượt qua vòng loại | Không vượt qua vòng loại | Không vượt qua vòng loại | Không vượt qua vòng loại | 2         | 0         | 0         | 2         | 2         | 4         |
| 2024                    | Hạng tư                  | 4th                      | 6                        | 2                        | 1                        | 3                        | 8                        | 9                        | 2                        | 2         | 0         | 0         | 11        | 0         |           |
| Tổng số                 | 1/6                      | 4                        | 6                        | 2                        | 1                        | 3                        | 8                        | 9                        | 18                       | 9         | 1         | 6         | 36        | 24        |           |

### Đại hội Thể thao châu Á
(Đội tuyển U-23 kể từ năm 2002)
| Đại hội Thể thao châu Á | Đại hội Thể thao châu Á                  | Đại hội Thể thao châu Á                  | Đại hội Thể thao châu Á                  | Đại hội Thể thao châu Á                  | Đại hội Thể thao châu Á                  | Đại hội Thể thao châu Á                  | Đại hội Thể thao châu Á                  | Đại hội Thể thao châu Á                  |
| Năm                     | Kết quả                                  | Vị trí                                   | ST                                       | T                                        | H                                        | B                                        | BT                                       | BB                                       |
| ----------------------- | ---------------------------------------- | ---------------------------------------- | ---------------------------------------- | ---------------------------------------- | ---------------------------------------- | ---------------------------------------- | ---------------------------------------- | ---------------------------------------- |
| 1951 đến 1998           | Xem Đội tuyển bóng đá quốc gia Indonesia | Xem Đội tuyển bóng đá quốc gia Indonesia | Xem Đội tuyển bóng đá quốc gia Indonesia | Xem Đội tuyển bóng đá quốc gia Indonesia | Xem Đội tuyển bóng đá quốc gia Indonesia | Xem Đội tuyển bóng đá quốc gia Indonesia | Xem Đội tuyển bóng đá quốc gia Indonesia | Xem Đội tuyển bóng đá quốc gia Indonesia |
| 2002                    | Không tham dự                            | Không tham dự                            | Không tham dự                            | Không tham dự                            | Không tham dự                            | Không tham dự                            | Không tham dự                            | Không tham dự                            |
| 2006                    | Vòng bảng                                | 27th                                     | 3                                        | 0                                        | 1                                        | 2                                        | 2                                        | 11                                       |
| 2010                    | Không tham dự                            | Không tham dự                            | Không tham dự                            | Không tham dự                            | Không tham dự                            | Không tham dự                            | Không tham dự                            | Không tham dự                            |
| 2014                    | Vòng 16 đội                              | 11th                                     | 4                                        | 2                                        | 0                                        | 2                                        | 12                                       | 10                                       |
| 2018                    | Vòng 16 đội                              | 10th                                     | 5                                        | 3                                        | 1                                        | 1                                        | 14                                       | 5                                        |
| 2022                    | Vòng 16 đội                              | 11th                                     | 4                                        | 1                                        | 0                                        | 3                                        | 2                                        | 4                                        |
| 2026                    | Chưa xác định                            | Chưa xác định                            | Chưa xác định                            | Chưa xác định                            | Chưa xác định                            | Chưa xác định                            | Chưa xác định                            | Chưa xác định                            |
| 2030                    | Chưa xác định                            | Chưa xác định                            | Chưa xác định                            | Chưa xác định                            | Chưa xác định                            | Chưa xác định                            | Chưa xác định                            | Chưa xác định                            |
| 2034                    | Chưa xác định                            | Chưa xác định                            | Chưa xác định                            | Chưa xác định                            | Chưa xác định                            | Chưa xác định                            | Chưa xác định                            | Chưa xác định                            |
| Tổng số                 | Tốt nhất: Vòng 16 đội                    | 4/5                                      | 16                                       | 6                                        | 2                                        | 8                                        | 30                                       | 30                                       |

| Lịch sử Đại hội Thể thao châu Á | Lịch sử Đại hội Thể thao châu Á | Lịch sử Đại hội Thể thao châu Á | Lịch sử Đại hội Thể thao châu Á | Lịch sử Đại hội Thể thao châu Á | Lịch sử Đại hội Thể thao châu Á |
| Năm                             | Vòng                            | Đối thủ                         | Tỷ số                           | Kết quả                         |                                 |
| ------------------------------- | ------------------------------- | ------------------------------- | ------------------------------- | ------------------------------- | ------------------------------- |
| 2006                            | Vòng bảng                       | Iraq                            | 0–6                             | Thua                            |                                 |
| 2006                            | Vòng bảng                       | Syria                           | 1–4                             | Thua                            |                                 |
| 2006                            | Vòng bảng                       | Singapore                       | 1–1                             | Hòa                             |                                 |
| 2014                            | Vòng bảng                       | Đông Timor                      | 7–0                             | Thắng                           |                                 |
| 2014                            | Vòng bảng                       | Maldives                        | 4–0                             | Thắng                           |                                 |
| 2014                            | Vòng bảng                       | Thái Lan                        | 0–6                             | Thua                            |                                 |
| 2014                            | Vòng 16 đội                     | CHDCND Triều Tiên               | 1–4                             | Thua                            |                                 |
| 2018                            | Vòng bảng                       | Đài Bắc Trung Hoa               | 4–0                             | Thắng                           |                                 |
| 2018                            | Vòng bảng                       | Palestine                       | 1–2                             | Thua                            |                                 |
| 2018                            | Vòng bảng                       | Lào                             | 3–0                             | Thắng                           |                                 |
| 2018                            | Vòng bảng                       | Hồng Kông                       | 3–1                             | Thắng                           |                                 |
| 2018                            | Vòng 16 đội                     | UAE                             | 2–2 (3–4 PSO)                   | Hòa                             |                                 |
| 2022                            | Vòng bảng                       | Kyrgyzstan                      | 2–0                             | Thắng                           |                                 |
| 2022                            | Vòng bảng                       | Đài Bắc Trung Hoa               | 0–1                             | Thua                            |                                 |
| 2022                            | Vòng bảng                       | CHDCND Triều Tiên               | 0–1                             | Thua                            |                                 |
| 2022                            | Vòng 16 đội                     | Uzbekistan                      | 0–2                             | Thua                            |                                 |

### Đại hội Thể thao Đông Nam Á
(Đội tuyển U-23 kể từ năm 2001)
| Đại hội Thể thao Đông Nam Á | Đại hội Thể thao Đông Nam Á              | Đại hội Thể thao Đông Nam Á              | Đại hội Thể thao Đông Nam Á              | Đại hội Thể thao Đông Nam Á              | Đại hội Thể thao Đông Nam Á              | Đại hội Thể thao Đông Nam Á              | Đại hội Thể thao Đông Nam Á              | Đại hội Thể thao Đông Nam Á              |
| Chủ nhà / Năm               | Kết quả                                  | Vị trí                                   | ST                                       | T                                        | H                                        | B                                        | BT                                       | BB                                       |
| --------------------------- | ---------------------------------------- | ---------------------------------------- | ---------------------------------------- | ---------------------------------------- | ---------------------------------------- | ---------------------------------------- | ---------------------------------------- | ---------------------------------------- |
| 1959 đến 1999               | Xem Đội tuyển bóng đá quốc gia Indonesia | Xem Đội tuyển bóng đá quốc gia Indonesia | Xem Đội tuyển bóng đá quốc gia Indonesia | Xem Đội tuyển bóng đá quốc gia Indonesia | Xem Đội tuyển bóng đá quốc gia Indonesia | Xem Đội tuyển bóng đá quốc gia Indonesia | Xem Đội tuyển bóng đá quốc gia Indonesia | Xem Đội tuyển bóng đá quốc gia Indonesia |
| 2001                        | Hạng tư                                  | 4th                                      | 5                                        | 2                                        | 0                                        | 3                                        | 12                                       | 5                                        |
| 2003                        | Vòng bảng                                | 6th                                      | 3                                        | 1                                        | 0                                        | 2                                        | 1                                        | 7                                        |
| 2005                        | Hạng tư                                  | 4th                                      | 6                                        | 2                                        | 2                                        | 2                                        | 6                                        | 4                                        |
| 2007                        | Vòng bảng                                | 6th                                      | 3                                        | 1                                        | 1                                        | 1                                        | 4                                        | 3                                        |
| 2009                        | Vòng bảng                                | 8th                                      | 3                                        | 0                                        | 1                                        | 2                                        | 3                                        | 7                                        |
| 2011                        | Bạc                                      | 2nd                                      | 6                                        | 4                                        | 1                                        | 1                                        | 14                                       | 3                                        |
| 2013                        | Bạc                                      | 2nd                                      | 6                                        | 2                                        | 2                                        | 2                                        | 4                                        | 6                                        |
| 2015                        | Hạng tư                                  | 4th                                      | 6                                        | 3                                        | 0                                        | 3                                        | 11                                       | 15                                       |
| 2017                        | Đồng                                     | 3rd                                      | 7                                        | 4                                        | 2                                        | 1                                        | 10                                       | 3                                        |
| 2019                        | Bạc                                      | 2nd                                      | 7                                        | 5                                        | 0                                        | 2                                        | 19                                       | 7                                        |
| 2021                        | Đồng                                     | 3rd                                      | 6                                        | 5                                        | 0                                        | 2                                        | 7                                        | 8                                        |
| 2023                        | Vàng                                     | 1st                                      | 6                                        | 6                                        | 0                                        | 0                                        | 21                                       | 5                                        |
| 2025                        | Chưa xác định                            | Chưa xác định                            | Chưa xác định                            | Chưa xác định                            | Chưa xác định                            | Chưa xác định                            | Chưa xác định                            | Chưa xác định                            |
| Tổng số                     | Tốt nhất: Huy chương vàng                | 12/12                                    | 64                                       | 33                                       | 10                                       | 21                                       | 119                                      | 72                                       |

| Trận đấu đầu tiên    | Indonesia 1–0 Việt Nam · (6 tháng 9 năm 2001; Petaling Jaya, Malaysia) |
| Chiến thắng lớn nhất | Indonesia 9–0 Brunei · (11 tháng 9 năm 2001; Petaling Jaya, Malaysia)  |
| Thất bại lớn nhất    | Indonesia 0–6 Thái Lan · (7 tháng 12 năm 2003; Nam Định, Việt Nam)     |
| Kết quả tốt nhất     | Á quân tại 2011, 2013                                                  |
| Kết quả tệ nhất      | Vòng bảng tại 2003, 2007, 2009                                         |

### Giải vô địch bóng đá U-23 Đông Nam Á
| Giải vô địch bóng đá U-23 Đông Nam Á | Giải vô địch bóng đá U-23 Đông Nam Á | Giải vô địch bóng đá U-23 Đông Nam Á | Giải vô địch bóng đá U-23 Đông Nam Á | Giải vô địch bóng đá U-23 Đông Nam Á | Giải vô địch bóng đá U-23 Đông Nam Á | Giải vô địch bóng đá U-23 Đông Nam Á | Giải vô địch bóng đá U-23 Đông Nam Á | Giải vô địch bóng đá U-23 Đông Nam Á |
| Năm                                  | Kết quả                              | Vị trí                               | ST                                   | T                                    | *H                                   | B                                    | BT                                   | BB                                   |
| ------------------------------------ | ------------------------------------ | ------------------------------------ | ------------------------------------ | ------------------------------------ | ------------------------------------ | ------------------------------------ | ------------------------------------ | ------------------------------------ |
| 2005                                 | Không tham dự                        | Không tham dự                        | Không tham dự                        | Không tham dự                        | Không tham dự                        | Không tham dự                        | Không tham dự                        | Không tham dự                        |
| 2011                                 | Bị hủy bỏ                            | Bị hủy bỏ                            | Bị hủy bỏ                            | Bị hủy bỏ                            | Bị hủy bỏ                            | Bị hủy bỏ                            | Bị hủy bỏ                            | Bị hủy bỏ                            |
| 2019                                 | Vô địch                              | 1/8                                  | 5                                    | 3                                    | 2                                    | 0                                    | 8                                    | 4                                    |
| 2022                                 | Bỏ cuộc vì Đại dịch COVID-19         | Bỏ cuộc vì Đại dịch COVID-19         | Bỏ cuộc vì Đại dịch COVID-19         | Bỏ cuộc vì Đại dịch COVID-19         | Bỏ cuộc vì Đại dịch COVID-19         | Bỏ cuộc vì Đại dịch COVID-19         | Bỏ cuộc vì Đại dịch COVID-19         | Bỏ cuộc vì Đại dịch COVID-19         |
| 2023                                 | Á quân                               | 2/10                                 | 4                                    | 2                                    | 1                                    | 1                                    | 5                                    | 3                                    |
| 2025                                 | Á quân                               | 2/10                                 | 5                                    | 2                                    | 2                                    | 1                                    | 10                                   | 2                                    |
| Tổng cộng                            | Vô địch                              | 1/8                                  | 14                                   | 7                                    | 5                                    | 2                                    | 23                                   | 9                                    |

Ghi chú
- *: Biểu thị các trận hòa chỉ ra các trận đấu vòng đấu loại trực tiếp được quyết định trên loạt sút luân lưu.

### Đại hội Thể thao Đoàn kết Hồi giáo
(Đội tuyển U-23 kể từ năm 2013)
| Đại hội Thể thao Đoàn kết Hồi giáo | Đại hội Thể thao Đoàn kết Hồi giáo | Đại hội Thể thao Đoàn kết Hồi giáo | Đại hội Thể thao Đoàn kết Hồi giáo | Đại hội Thể thao Đoàn kết Hồi giáo | Đại hội Thể thao Đoàn kết Hồi giáo | Đại hội Thể thao Đoàn kết Hồi giáo | Đại hội Thể thao Đoàn kết Hồi giáo | Đại hội Thể thao Đoàn kết Hồi giáo |
| Chủ nhà / Năm                      | Kết quả                            | Vị trí                             | ST                                 | T                                  | H                                  | B                                  | BT                                 | BB                                 |
| ---------------------------------- | ---------------------------------- | ---------------------------------- | ---------------------------------- | ---------------------------------- | ---------------------------------- | ---------------------------------- | ---------------------------------- | ---------------------------------- |
| 2005                               | Không tham dự                      | Không tham dự                      | Không tham dự                      | Không tham dự                      | Không tham dự                      | Không tham dự                      | Không tham dự                      | Không tham dự                      |
| 2010                               | Bị hủy bỏ                          | Bị hủy bỏ                          | Bị hủy bỏ                          | Bị hủy bỏ                          | Bị hủy bỏ                          | Bị hủy bỏ                          | Bị hủy bỏ                          | Bị hủy bỏ                          |
| 2013                               | Á quân                             | 2                                  | 4                                  | 2                                  | 0                                  | 2                                  | 3                                  | 4                                  |
| 2017                               | Không tham dự                      | Không tham dự                      | Không tham dự                      | Không tham dự                      | Không tham dự                      | Không tham dự                      | Không tham dự                      | Không tham dự                      |
| Tổng số                            | Tốt nhất: Á quân                   | 1/3                                | 4                                  | 2                                  | 0                                  | 2                                  | 3                                  | 4                                  |

| Lịch sử Đại hội Thể thao Đoàn kết Hồi giáo | Lịch sử Đại hội Thể thao Đoàn kết Hồi giáo | Lịch sử Đại hội Thể thao Đoàn kết Hồi giáo | Lịch sử Đại hội Thể thao Đoàn kết Hồi giáo | Lịch sử Đại hội Thể thao Đoàn kết Hồi giáo | Lịch sử Đại hội Thể thao Đoàn kết Hồi giáo |
| Năm                                        | Vòng                                       | Đối thủ                                    | Tỷ số                                      | Kết quả                                    |                                            |
| ------------------------------------------ | ------------------------------------------ | ------------------------------------------ | ------------------------------------------ | ------------------------------------------ | ------------------------------------------ |
| 2013                                       | Vòng bảng                                  | Maroc                                      | 1–0                                        | Thắng                                      |                                            |
| 2013                                       | Vòng bảng                                  | Palestine                                  | 1–2                                        | Thua                                       |                                            |
| 2013                                       | Bán kết                                    | Thổ Nhĩ Kỳ                                 | 0–0 (7–6 PSO)                              | Thắng                                      |                                            |
| 2013                                       | Chung kết                                  | Maroc                                      | 1–2                                        | Thua                                       |                                            |

## Ban huấn luyện
| Vị trí                        | Tên               |
| ----------------------------- | ----------------- |
| Giám đốc kĩ thuật             | Trống             |
| Huấn luyện viên trưởng        | Shin Tae-yong     |
| Trợ lý huấn luyện viên        | Choi In-cheol     |
| Trợ lý huấn luyện viên        | Cho Byung-kuk     |
| Trợ lý huấn luyện viên        | Nova Arianto      |
| Huấn luyện viên thủ môn       | Kim Bong-soo      |
| Huấn luyện viên thủ môn       | Yoo Jae-hoon      |
| Huấn luyện viên thể hình      | Shin Sang-gyu     |
| Huấn luyện viên thể hình      | Sofie Imam Faizal |
| Chuyên viên phân tích dữ liệu | Kim Jong-jin      |
| Thông dịch viên               | Jeong Seok-seo    |
| Bác sĩ                        | Choi Ju-young     |
| Bác sĩ                        | Ahmad Nizar       |
| Chuyên gia vật lý trị liệu    | Denny Shulton     |
| Chuyên gia vật lý trị liệu    | Asep Azis         |

## Các huấn luyện viên trong lịch sử
| Năm       | Huấn luyện viên trưởng   |
| --------- | ------------------------ |
| 1991–1992 | Iswadi Idris             |
| 1995–1996 | Tord Grip                |
| 1996–2000 | Bernhard Schumm          |
| 2000–2001 | Benny Dollo              |
| 2002–2003 | Sergei Dubrovin          |
| 2004–2005 | Peter Withe              |
| 2006      | Foppe de Haan            |
| 2007      | Bambang Nurdiansyah      |
| 2007      | Ivan Kolev               |
| 2008–2009 | César Payovich           |
| 2009      | Alberto Bica             |
| 2010–2011 | Alfred Riedl             |
| 2011      | Rahmad Darmawan          |
| 2012–2013 | Aji Santoso              |
| 2013      | Rahmad Darmawan          |
| 2014–2015 | Aji Santoso              |
| 2017–2018 | Luis Milla               |
| 2019      | Indra Sjafri             |
| 2020–     | Shin Tae-yong            |
| 2023      | Indra Sjafri (tạm quyền) |

## Các danh hiệu

### Quốc tế
- Đại hội Thể thao Đoàn kết Hồi giáo

-  Huy chương bạc (1): 2013

### Khu vực
- Đại hội Thể thao Đông Nam Á

-  Huy chương vàng (1): 2023
-  Huy chương bạc (2): 2011, 2013, 2019
-  Huy chương đồng (1): 2017, 2021